# Taras Danko
Pour les articles homonymes, voir Danko.
Taras Hryhoriyovytch Danko (en ukrainien : Тарас Григорійович Данько, né le 3 juillet 1980 à Kiev) est un lutteur ukrainien, spécialiste de la lutte libre. Il concourt dans la catégorie des moins de 84 kg.

## Carrière
En 2008, Taras Danko remporte la médaille de bronze en lutte libre (- de 84 kg) aux Jeux olympiques de Pékin.

## Palmarès
| Date | Compétition           | Lieu     | Résultat | Catégorie  |
| ---- | --------------------- | -------- | -------- | ---------- |
| 2003 | Championnats d'Europe | Riga     | 6e       | - de 84 kg |
| 2008 | Jeux olympiques       | Athènes  | 7e       | - de 84 kg |
| 2005 | Championnats d'Europe | Varna    | 1er      | - de 84 kg |
| 2005 | Championnats du monde | Budapest | 3e       | - de 84 kg |
| 2006 | Championnats d'Europe | Moscou   | 3e       | - de 84 kg |
| 2006 | Championnats du monde | Canton   | 5e       | - de 84 kg |
| 2007 | Championnats d'Europe | Sofia    | 2e       | - de 84 kg |
| 2008 | Jeux olympiques       | Pékin    | 3e       | - de 84 kg |